# ザ・クレーター
『ザ・クレーター』は、17本の読み切り漫画からなる手塚治虫の連作短編シリーズ。1969年から1970年にかけて『少年チャンピオン』（秋田書店）に連載された。

## 概要
創刊まもない『少年チャンピオン』の1969年8月10日号から連載が開始され、1970年4月1日号で連載終了した。単行本は1970年10月及び12月に新書版の少年チャンピオン・コミックスとして全2巻が発売されたが、この時は収録可能ページ数の問題で3作品（後述）が未収録となる。その後、1977年から刊行が開始された講談社手塚治虫漫画全集には17作品全てが収録された（通し番号218/219/220、全3巻とも1982年発行）。2009年に刊行が開始された手塚治虫文庫全集（講談社）第一期でも、同じく17作品全てが全1巻(BT-045)として収録されている。
執筆された17作品は、描かれた内容、舞台、登場人物など全てが異なっており、それぞれが独立した作品になっている。オクチン＝奥野隆一という少年が複数の作品で登場しているが、それぞれ別作品の中のオクチンとは無関係な別の人物として描かれており、幾つかの作品では名前や人種も変わっている。連載時の謳い文句は『人間の心をテーマにした物語』というものだったが、手塚は講談社全集のあとがきの中で、「連載開始当初は一貫したテーマも決めておらず、『ザ・クレーター』という表題にも別に意味は無いのです」「オクチンという少年を登場させたり、統一感を持たせようと苦心したものです」と述べている。また、同書の同あとがきでは、「この『ザ・クレーター』は他の連作シリーズより出来の差が激しくなく、一応のレベルを保っていると思います」とも述べている。

## 収録作品

### 二つのドラマ
1969年8月10日号掲載。29ページ。
スラム街に住むジムと、そのガールフレンドのナンシーは、貧窮した生活から抜け出したいと願っているものの、その方法を手にすることができずにいる毎日だった。ある日、道路でひったくりをしたジムは、逃げる途中でトラックに撥ねられて意識を失う。気がついた時、ジムは東京の資産家の息子である隆一少年になっていた。頭痛が起こるたびに身体が入れ替わるジムは、隆一となってシカゴの大学に留学した時、スラム街でナンシーと知り合い、隆一の財力でナンシーをスラムから連れ出そうとする。だがその時、もう一人のジムが2人の前に出現した。

### 八角形の館
1969年8月27日号掲載。29ページ。
進学するか漫画家になるか悩んでいた熊隆一の前に不思議な老婆が現れ、コインを渡してその出目で将来を決めるように勧める。コインの出目は漫画家を示していたが、隆一は不安そうだった。それを見た老婆は、「もし漫画家でいることが嫌になったら、八角形の館に来い。そうすれば一度だけもう一つの人生に変わることができる。ただし二度目は許されない」と言い残して消えた。漫画家になった隆一は多くの連載を抱える人気作家として成功したが、一度だけファンの好みを無視した作品を描き、それがきっかけで人気が急落。漫画家に失望した隆一は八角形の館で人生を切り替えた。別の世界では隆一はボクサーになっていたが、ここでも意に添わない試合をする結果となり、ボクサーにも失望する。その時、隆一に破滅が訪れた。

### 溶けた男
1969年9月10日号掲載。29ページ。
学生運動が行われているR大学で科学者・佐藤栄作が、米軍から依頼を受けて死体を溶かす薬を研究していた。ある夜、その日の研究を終えて帰ろうとした佐藤は、見慣れない古ぼけた教室で学生の岡田四郎と知り合い、岡田の様子が気になった佐藤は後に調査。岡田とその教室が現在は実在しないが、第二次世界大戦時に実在していた。軍命令で人間の身体を溶かす能力を持つ薬を研究していた岡田は、その薬を軍に渡さないために受け取りに来た軍人の前で自ら薬を被って骨だけになった。そして、その骨が骨格標本として改装された教室に展示されていた。佐藤はその出来事が自分の研究に対する岡田のメッセージだと考え、研究の中止を決意する。その時、研究室に学生運動の集団が突入した。

### 風穴
1969年9月17日号掲載。32ページ。新書版少年チャンピオン・コミックス未収録作品（『ミクロイドS』第3巻の巻末に収録）。
同居する2人のレーサーの話。そのうち1人（オクチンの顔だが名前は書かれていない）が等身大のマネキン人形をマスコットにし、レースで車にまで乗せていた。もう1人のレーサー酒井はそれが気に食わず、日頃から人形を傷つけたり捨てようとした。ある日、2人は遂に全面衝突し、富士山麓にある風穴で話し合ったものの決裂。酒井は無理やり人形を捨てたが、2人は風穴の出口を見失ってしまう。人形を捨てられたレーサーは絶望を口にするが、酒井はそれを詫びながら励まし続け、ようやく病院に辿り着く。翌朝、助けてくれた酒井に礼を言おうと病室から玄関に向かったレーサーだが、そこに酒井の姿はなく、代わりに泥だらけで手足がバラバラになったマスコットのマネキン人形の残骸が散らばっていた。

### 墜落機
1969年10月1日号掲載。31ページ。
架空の国。戦闘機のパイロット・奥野隆一は、空戦中に被弾して無人島に不時着。1年以上かけてようやく島から脱出した奥野は、自分が軍の思惑によって「胸に被弾しながら最後の力を振り絞って敵軍の司令塔に突入した英雄」に祀り上げられていると告げられた。戦意高揚の収束と捏造の発覚を恐れた軍上層部は、再度出撃して英雄伝と同じ死に方をするよう、奥野に命じた。奥野はそれを嫌がるが、あらかじめ胸を撃たれて無理やり戦闘機に搭乗させられる。しかし、そのダメージによって基地上空で意識を失い、味方の軍の司令塔に突入してしまう。

### 双頭の蛇
1969年10月15日号掲載。30ページ。新書版少年チャンピオン・コミックス未収録作品。
1990年代、黒人と白人の比率がほぼ均等となっていたアメリカ。シカゴのギャングの帝王で双頭の蛇と呼ばれる白人の男・キケロは、黒人の実力者を次々と暗殺し、自分を裏切った部下の命も容赦なく奪っていたが、一人息子のアーティは溺愛していた。まだ幼いアーティは父親の正体を知らなかったが、自分の父親をキケロによって殺された黒人の友人リュウによって真実を知る事となる。アーティは父親に絶望して家出し、それを知ったキケロは全力で息子を探すが発見できなかった。黒人の警察官にアーティの捜索に協力してもらう様に願い出たため、キケロは幹部から裏切り者扱いされてしまう。

### 三人の侵略者
1969年11月5日号掲載。30ページ。
3人の宇宙人が偵察目的で地球に降り立った。宇宙人たちは、その際に発生していた脱獄囚の逃走事件を隠れ蓑にしようと、あらかじめ入手していたフィルムや本から得た知識に基づいて犯罪者の風体をまとい、ある3人家族の家に押し入ってそこを根城にしつつ、情報源として最適な人物を探し始めた。そのリーダーが、1人の漫画家を「1日中机に向かって図面を引いている優秀な学者」と思い込んで部下とともに襲い、その脳を吸って知識を奪い取った。その途端、彼らは締め切りに追われる気分を感じる様になってしまう。一方、根城にしていた家の3人家族こそが、実は本物の脱獄囚であり、宇宙人の目の前で逮捕・連行されたが、彼らには締め切りが迫っており、それを気にする時間もなくなっていた。

### 鈴が鳴った
1969年11月19日号掲載。30ページ。
山奥の温泉ホテルに3人の客が別個に宿泊。3人は素性も経歴も異なるが、「鈴の音に対して恐怖を感じる体験」を有するという共通点を有していた。露天風呂でそれぞれ鈴の音を聞いた3人は、ホテルの主人にそれを訴えるが、原因は掴めなかった。宿の主人は妻が飼っている猫を嫌っており、ホテルの熱帯植物園で自分が飼っていたニシキヘビの餌にしてしまった。その直後、ニシキヘビから鈴の音が聞こえ始めた。

### 雪野郎
1969年12月3日号掲載。29ページ。
奥野隆一と佐々木は全日本スキー選手権で優勝を争うライバルにして友人だった。毎年、大会直前に旧知のロッジで落ち合い、お互いの腕を確かめ合うことを恒例としており、その年も2人で山奥にスキーに出かけた。しかし、突如として濃霧が発生し、その濃霧の中から1台のトラックが出現して2人を襲い始めた。逃げ惑う中、奥野は崖から転落し、雪の反射光で目を傷めてしまう。

### オクチンの奇怪な体験
1969年12月17日号掲載。30ページ。
新聞で被爆症の少女が苦しんでいることを知ったオクチンは、名前も知らない少女の治療代のために自分で30万円を稼ごうと決意するが、少年の力では貯まらなかった。そんな時、ジョーダンと名乗る変わった身なりの男が現れ、死ぬ予定ではなかった北田悠子が急死したので天国で受け入れるまで彼女の魂を預かってくれるよう、オクチンに依頼した。男の身体に男女2人分の魂を宿すことになったオクチンは、悪戦苦闘しながらもなんとか1ヶ月を乗り切り、ジョーダンから報酬を受け取った。悠子の魂を見送ったオクチンは、喜び勇んで例の記事を載せた新聞社に出向いて寄付を申し出た。しかし、悠子こそが被爆症の少女だった。

### 巴の面
1970年1月7日号掲載。27ページ。
長宗我部家に双子の娘がいた。妹の伏見姫は容姿は美しいが、歪んだ性格を有している。逆に姉の巴姫は素直で優しい心と、美しいとは言えない容姿を有していた。2人は土佐の本條忠道を愛していた。忠道は心の美しい巴を選んで妻にしたが、忠道が極度の近眼であることも作用していた。伏見はその本性を現し、巴を鬼女に仕立て上げる策略を巡らした。その策略に乗せられた忠道は刀を振るって巴を追い出そうするが、近眼ゆえに手元が狂い、巴の顔面を切り取るようにして殺してしまう。その直後、巴の顔は風に乗って実家に飛び、伏見の顔に張り付いた。巴の顔になった伏見はそのまま狂い死にし、巴の顔は恐ろしい面として後世に遺された。時は変わって現代、マンガ家の手塚は、巴の面と同じデザインでおもちゃのお面を作れと依頼され、巴の面の現物を押し付けられる。恐ろしい逸話を持つ巴の面と一晩過ごす羽目になった手塚は、伏見姫と同じように巴の面に取り殺されてしまい、巴の面は行方知らずになった。さらに時が流れて21世紀、巴の面は或る古美術商の家に飾られていた。その時代、女性の美しさの基準は大きく変わってしまっており、古美術商は息子（オクチン）が付き合う女のあまりの顔の酷さに呆れ返るほどだった。そして、古美術商と息子のやりとりを前に巴の面は笑うような音をたてながら、ドロドロに溶けて崩れ去ってしまったのだった。

### 大あたりの季節
1970年1月21日号掲載。29ページ。
オクチンに幸運の連続が訪れた。中でも学校一番の美少女・クミと恋仲になったことは学校中で話題となり、密かにクミに想いを寄せていた番長・井戸井は、嫉妬も絡めてオクチンの運の良さの秘密を子分に探らせた。子分はオクチンを尾行するうちに、土管の中にある不思議な川を発見した。報告を受けた井戸井は直接オクチンを締め上げ、川の秘密を白状させる。それは時間を逆行することができる川で、オクチンはその川を使って何度も過去に戻り、失敗した出来事をやり直して成功に変えていた。クミへの告白も、実は数回フラれた後の成功だった。井戸井はさらに過去に戻ってオクチンより先にクミに告白しようとするが、オクチンもそれを阻止するために川に入った。2人の川泳ぎはイタチごっこになり、徐々に年単位の過去に戻っていくようになる。

### ブルンネンの謎
1970年2月4日号掲載。29ページ。
P中学校の陸上競技部が、有名な正月明けの富士山一周マラソンを行った。美しい娘・みどりがいることで部員から人気がある街道際の喫茶店・ブルンネンで小休止し、マラソンが再開されたが、元々発熱して体調が悪かったオクチンがこの時に倒れてしまった。しかし、休むことは許されず、後からでも付いてくるよう命じられた。フラフラになりながらも少しずつ進んでいたオクチンの目の前に、またブルンネンが現れた。疑問を感じる気力もなくブルンネンに救いを求めたオクチンは、みどりが森にある湖の底から集めたコケで作った万能薬を与えられた。そして、ブルンネンの主人である青年は、みどりが人間ではなく湖に住んでいたニンフであること、みどりの父親に黙って連れてきてしまったこと、そして今日、みどりがオクチンのための薬を作る苔を取りに行って父親に発見されてしまったことを告げた。

### 紫のベムたち
1970年2月18日号掲載。29ページ。
紫色のベム型宇宙人が、地球の情報を手に入れようとしていた。彼らは山村に住むカン太郎という知能の低い少年を選んでおびき寄せ、情報を得る時だけ知能を飛躍的に高めて話をさせた。カン太郎が話していたのはおとぎ話である桃太郎だったが、宇宙人たちはそれを実際の戦争と勘違いして真剣に分析していた。カン太郎の兄である隆一はそれを知り、桃太郎の話を作り変えることによって宇宙人をうまく追っ払う方法を思いつく。

### オクチンの大いなる怪盗
1970年3月4日号掲載。28ページ。新書版少年チャンピオン・コミックス「やけっぱちのマリア」第2巻収録。
担任の教師に反抗しているオクチンは、未来にも過去にも希望を感じていない少年だった。そのオクチンの前に泥棒と名乗る青年が現れ、「未来」を盗もうと誘う。青年は不思議なメガネをオクチンに渡し、そのメガネをかければ、普段は見えない人間の尻尾を見ることができると説明した。青年が言うには、人間の尻尾の中には「未来」が入っていて、幸運な人間の尻尾を奪って自分の尻尾に付け替えれば幸運になれるという。青年はスイスにいるジャクリーヌ・オナシスの尻尾を盗もうと言いだした。

### 生けにえ
1970年3月18日号掲載。29ページ。
2000年前のメキシコ。マヤ帝国の祭壇では、チクワナという少女が神への生けにえとして首をはねられる直前にあった。チクワナは、死ぬ前にあと10年生きて結婚し、子供を作りたいと神に願った。神はその願いを聞き入れ、チクワナから記憶を消し去って現代の日本に転生させる。名前も何もかも忘れたチクワナはオクチンという少年と出会い、やがて結婚して普通の家庭生活を営むことになったが、記憶を失くしたはずの彼女が「首切り」や「生けにえ」に異常な反応を示すことを、周囲もチクワナ自身も不思議に感じていた。そして10年後、メキシコへの栄転をオクチンに聞かされたチクワナは記憶を取り戻し、生けにえにされた少女へ祈りを捧げることを彼に願うと、その場から消失した。愕然とするオクチンをよそに気が付いた時、チクワナは祭壇で首をはねられる直前に戻っていた。

### クレーターの男
1970年4月1日号掲載。29ページ。
197X年、アポロ18号の乗組員であるウイリアム・フロスト・ウイリーは、月面のクレーターの1つであるアルフォンズス火口へ調査に向かい、その付近で地球から時折観測される雲の正体を探ろうとしていたが、成果を得られぬまま帰途につこうとした際、崖から落ちて宙吊りになるという不幸に見舞われる。連絡手段も自力での脱出方法も絶たれたウイリアムは、酸素が尽きるとともに死亡した。やがて、ウイリアムの身体がミイラ化するほどの時間が過ぎた後、周囲で始まった火山活動によって発生したガスを浴びた彼は、死の眠りから揺り起こされた。ウイリアムはガスが衰えると死亡し、ガスを浴びると生き返るということを繰り返した果てに、月面を訪れた新たな宇宙船に遭遇する。宇宙船内で最初の死亡から130年が経過していることを知らされたウイリアムは、ガスを調査してくれと乗組員たちに訴えるが、彼らは世界を分断する戦争の最中にあり、それに必要なウラニウムを採掘するためだけに訪れていたため、ウイリアムの願いは叶わなかった。ガスの効果が切れかかってきたこともあってアルフォンズス火口へ戻っていくウイリアムをよそに、ウラニウムを積載した宇宙船は地球への帰途につく。それから数日後、天空に浮かぶ地球は核爆発の光に包まれる。それを眺めながら、ウイリアムは自分が最後の人間になってしまったことを自覚するのだった。

## 併録作品
講談社手塚治虫漫画全集の『ザ・クレーター』第3巻には、同巻第5話として『ジャムボ』という短編が併録されている。『ジャムボ』の初出は旺文社が発行していた学習誌『中一時代』の1974年1月号で、『ザ・クレーター』のシリーズとは出自が異なるが、便宜的に本稿にて概略する。

### ジャムボ
『中一時代』1974年1月号掲載。31ページ。
航行中の旅客機の中で、乗客の一人が持ち込んだ大型の蜘蛛が逃げ出し、機内は大騒ぎになる。あるものは宝石の密輸が露見し、あるものは蜘蛛に怯えて恋人を見捨て、あるものは人種差別的な考えから無実の黒人を吊るし上げようとし、果ては乱闘のなか死人まで出す事態になる。姿の見えぬ毒蜘蛛に怯えつつ、人々は何とか蜘蛛を捕まえようとするのだが…。

## 単行本
- 少年チャンピオン・コミックス『ザ・クレーター』（秋田書店、1970年、全2巻）

第1巻 1970年10月発行
第2巻 1970年12月発行
- 講談社 手塚治虫漫画全集 MT218-220『ザ・クレーター』（講談社、1982年、全3巻）

第1巻 1982年4月発行、ISBN 4-06-173218-8
第2巻 1982年5月発行、ISBN 4-06-173219-6
第3巻 1982年7月発行、ISBN 4-06-173220-X
- 手塚治虫傑作集『ザ・クレーター』（秋田書店、1990年、全2巻）

第1巻 ISBN 9784253102179
第2巻 ISBN 9784253102186
- 秋田文庫『ザ・クレーター』（秋田書店、1994年、全2巻）

第1巻 ISBN 978-4253170147
第2巻 ISBN 978-4253170154
- 講談社 手塚治虫文庫全集『ザ・クレーター』（講談社、2010年3月）

全1巻 ISBN 978-4063737455
- 手塚治虫：「ザ・クレーター ≪オリジナル版≫」、復刊ドットコム、ISBN 978-4835458175（2021年8月26日）。